# 超級英雄電影

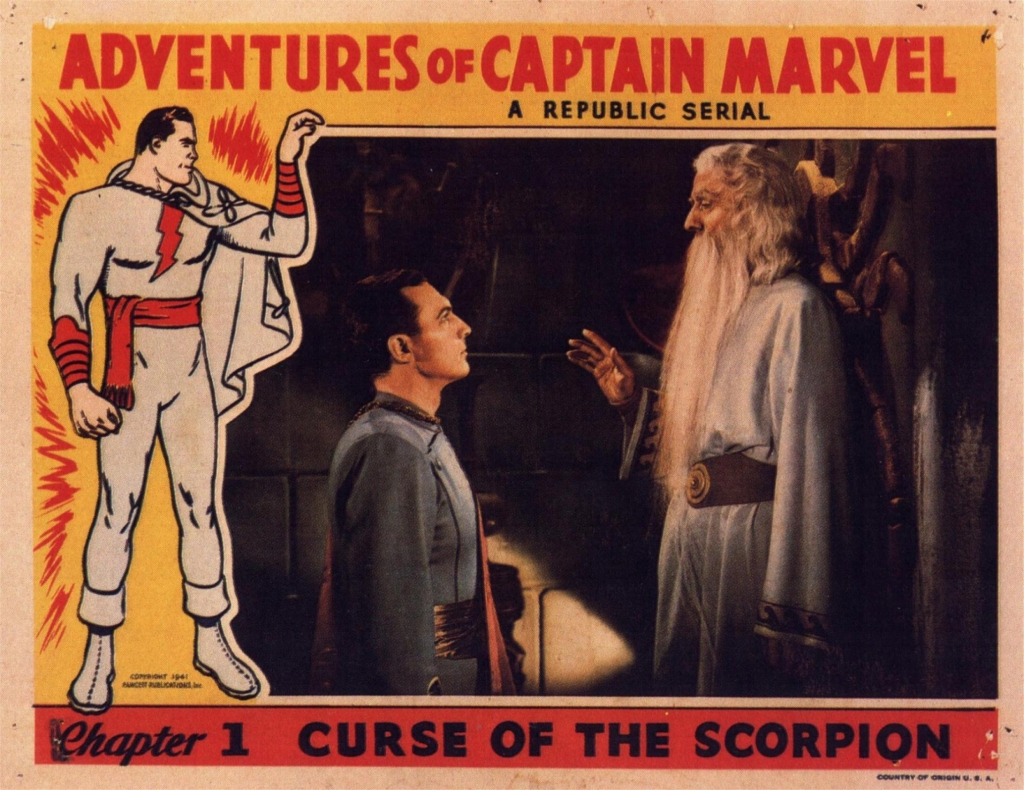
DC漫畫連續劇《驚奇隊歷險記》的宣傳海報

超級英雄電影（英語：Superhero film）是電影片種之一。超級英雄電影時常敘述主角因為某種契機而擁有超乎常人的能力，並致力保護社會大眾的和平；但隨著超級英雄的多元，此定義並不是唯一。此外超級英雄通常都會有著敵對的超級反派。這些類型通常包括了動作、奇幻或科幻等元素。市面上較著名的超級英雄電影改編對象有漫威漫畫、DC漫畫、黑馬漫畫和圖標漫畫。

## 爭議
隨著全年齡的分級和票價的降低，超級英雄電影成為了2010年代後主流電影的類型，多間片商開始投入此市場，但被猜測將會很快地退燒。2015年，史蒂芬·史匹柏曾表示，擔心此氾濫可能會像西部片一樣落沒。影評人鮑勃·奇普曼（Bob Chipman）相反地認為，西部片的落沒是因為美國公民在後來對於該歷史時期的文化生疏，且劇情模式沒有大幅變化。
業界亦有許多知名導演公開表示自己不喜歡當代的超級英雄電影，如阿利安卓·崗札雷·伊納利圖和馬丁·史柯西斯等。泰瑞·吉連曾表示自己很討厭超級英雄電影。而彼得·傑克森也說過自己很不喜歡超級英雄電影，認為：「商業電影以及各種特效技術的展現，其實迷失了方向，皆變為很樣板化的超級英雄電影。」
2019年10月，馬丁·史柯西斯表示自己不喜歡超級英雄的作品，並形容那些電影「不是個電影」而比較像是「主題遊樂園」；這話題為此引起了業界的討論，其中喬斯·溫登和詹姆斯·岡恩都對此言論發表反對的意見。不久後，法蘭西斯·柯波拉也出面支持史柯西斯的立場。

## 票房前十
1. 2019：《復仇者聯盟：終局之戰》（27.97億美元）
2. 2018：《復仇者聯盟3：無限之戰》（20.48億美元）
3. 2021：《蜘蛛人：無家日》（19.16億美元）
4. 2012：《復仇者聯盟》（15.18億美元）
5. 2015：《復仇者聯盟2：奧創紀元》（14.02億美元）
6. 2018：《黑豹》（13.47億美元）
7. 2024：《死侍與金鋼狼》（13.38億美元）
8. 2013：《鋼鐵人3》（12.14億美元）
9. 2016：《美國隊長3：英雄內戰》（11.53億美元）
10. 2018：《水行俠》（11.48億美元）

## 真人電影
- 2026年
  - 《復仇者聯盟：末日之戰》 （Avengers: Doomsday），導演：罗素兄弟
  - 《蜘蛛人：重生日》 （Spider-Man: Brand New Day），導演：德斯汀·丹尼爾·克雷頓
  - 《超少女》 （Supergirl），導演：克雷格·格里斯佩
- 2025年
  - 《驚奇4超人：第一步》 （The Fantastic Four: First Steps），導演：麥特·夏克曼
  - 《超人》 （Superman），導演：詹姆斯·岡恩
  - 《雷霆特攻隊*》 （Thunderbolts*），導演：傑克·史崔爾
  - 《美國隊長：無畏新世界》 （Captain America: Brave New World），導演：朱利斯·歐納
- 2024年
  - 《獵人克萊文》（Kraven the Hunter），導演：J·C·陈多尔
  - 《猛毒最終章：最後一舞》（Venom: The Last Dance），導演：凱莉·馬修（英语：Kelly Marcel）
  - 《死侍與金鋼狼》（Deadpool & Wolverine），導演：肖恩·利维
  - 《蜘蛛夫人》（Madame Web），導演：S·J·克拉克森（英语：S. J. Clarkson）
- 2023年
  - 《水行俠2》（Aquaman and the Lost Kingdom），導演：溫子仁
  - 《驚奇隊長2》（The Marvels），導演：妮亞·達科斯塔
  - 《藍甲蟲》（Blue Beetle），導演：安傑爾·曼努爾·索托（英语：Angel Manuel Soto）
  - 《忍者龜：變種大亂鬥》（Teenage Mutant Ninja Turtles: Mutant Mayhem），導演：傑夫·羅維（英语：Jeff Rowe (filmmaker)）
  - 《閃電俠》（The Flash），導演：安迪·馬希提
  - 《蜘蛛俠：飛躍蜘蛛宇宙》（Spider-Man: Across the Spider-Verse），導演：瓦昆·杜斯·山托斯（英语：Joaquim Dos Santos）、肯普·包沃斯（英语：Kemp Powers）、賈斯汀·K·湯普森
  - 《星際異攻隊3》（Guardians of the Galaxy Vol. 3），導演：詹姆斯·岡恩
  - 《沙贊！眾神之怒》（Shazam! Fury of the Gods），導演：大衛·F·桑德柏格
  - 《蟻人與黃蜂女：量子狂熱》（Ant-Man and the Wasp: Quantumania），導演：派頓·瑞德
- 2022年
  - 《黑豹2：瓦干達萬歲》（Black Panther: Wakanda Forever），導演：瑞安·庫格勒
  - 《黑亞當》（Black Adam），導演：豪梅·寇勒特-瑟拉
  - 《義勇超人》（Samaritan），導演：朱利斯·艾弗里
  - 《DC超級寵物軍團》（DC League of Super-Pets），導演：傑瑞德·斯特恩（英语：Jared Stern）
  - 《秘密基地》（Secret Headquarters），導演：亨利·喬斯特（英语：Henry Joost）、艾瑞爾·舒曼
  - 《雷神索爾：愛與雷霆》（Thor: Love and Thunder），導演：塔伊加·維迪提
  - 《奇異博士2：失控多重宇宙》（Doctor Strange in the Multiverse of Madness），導演：山姆·雷米
  - 《超異能監獄》（Corrective Measures），導演：西恩·歐萊利（英语：Sean O'Reilly）
  - 《魔比斯》（Morbius），導演：丹尼爾·伊斯皮諾薩
  - 《蝙蝠俠》（The Batman），導演：麥特·李維斯
- 2021年
  - 《蜘蛛人：無家日》（Spider-Man: No Way Home），導演：喬恩·沃茨
  - 《永恆族》（The Eternals），導演：趙婷
  - 《猛毒2：血蜘蛛》（Venom: Let There Be Carnage），導演：安迪·瑟克斯
  - 《尚氣與十環傳奇》（Shang-Chi and the Legend of the Ten Rings），導演：德斯汀·丹尼爾·克雷頓
  - 《自殺突擊隊：集結》（The Suicide Squad），導演：詹姆斯·岡恩
  - 《黑寡婦》（Black Widow），導演：凱特·蕭蘭
  - 《雷霆女神》（Thunder Force），導演：本·法爾科內
  - 《查克·史奈德之正義聯盟》（Zack Snyder's Justice League），導演：查克·史奈德
- 2020年
  - 《全民小英雄》（We Can Be Heroes），導演：勞勃·羅里葛茲
  - 《神力女超人1984》（Wonder Woman 1984），導演：派蒂·珍金斯
  - 《變種人》（The New Mutants），導演：
  - 《不死軍團》（The Old Guard），導演：吉娜·普林斯-貝瑟伍
  - 《血衛》（Bloodshot），導演：戴夫·威爾森
  - 《猛禽小隊：小丑女大解放》（Birds of Prey (and the Fantabulous Emancipation of One Harley Quinn)），導演：閻羽茜
- 2019年
  - 《超人洛佩茲（英语：Superlópez (2018 film)）》（Superlópez），導演：賈維爾·魯伊斯·卡德拉（西班牙语：Javier Ruiz Caldera）
  - 《雷巡者：剛達拉（英语：Gundala (film)）》（Gundala），導演：喬可·安華（英语：Joko Anwar）
  - 《蜘蛛人：離家日》（Spider-Man: Far From Home），導演：喬恩·沃茨
  - 《X戰警：黑鳳凰》（Dark Phoenix），導演：賽門·金柏格
  - 《靈異乍現》（Brightburn），導演：大衛·亞羅維斯基
  - 《永不褪色》（Fast Color），導演：茱莉亞·哈特（英语：Julia Hart）
  - 《復仇者聯盟：終局之戰》（Avengers: Endgame），導演：羅素兄弟
  - 《地獄怪客：血后的崛起》（Hellboy），導演：尼爾·馬歇爾
  - 《沙贊！》（Shazam!） ，導演：大衛·F·桑德柏格
  - 《驚奇隊長》（Captain Marvel），導演：安娜·波頓、瑞安·弗雷克
  - 《異裂》（Glass），導演：奈·沙馬蘭
- 2018年
  - 《水行俠》（Aquaman），導演：溫子仁
  - 《蜘蛛人：新宇宙》（Spider-Man: Into the Spider-Verse），導演：鮑伯·培斯奇提、彼得·拉姆齊（英语：Peter Ramsey）、羅德尼·羅斯曼
  - 《猛毒》（Venom），導演：魯賓·弗來舍
  - 《蟻人與黃蜂女》（Ant-Man and the Wasp），導演：派頓·瑞德
  - 《死侍2》（Deadpool 2），導演：大衛·雷奇
  - 《墨裔美國人（英语：El Chicano (film)）》（El Chicano），導演：班·赫南德茲·布雷
  - 《復仇者聯盟3：無限之戰》（Avengers: Infinity War），導演：羅素兄弟
  - 《黑豹》（Black Panther），導演：萊恩·庫格勒
- 2017年
  - 《正義聯盟》（Justice League），導演：查克·史奈德
  - 《雷神索爾3：諸神黃昏》（Thor: Ragnarok），導演：塔伊加·維迪提
  - 《闇夜殺神》（Rendel），導演：耶塞·哈亞（芬兰语：Jesse Haaja）
  - 《蜘蛛人：返校日》（Spider-Man: Homecoming），導演：喬恩·沃茨
  - 《神力女超人》（Wonder Woman），導演：派蒂·珍金斯
  - 《星際異攻隊2》（Guardians of the Galaxy Vol. 2），導演：詹姆斯·岡恩
  - 《金剛戰士》（Power Rangers），導演：狄恩·伊斯拉利特
  - 《羅根》（Logan），導演：詹姆斯·曼高德
  - 《守護者聯盟》（Guardians），導演：薩里克·安卓斯楊
  - 《麵條俠》（Spaghettiman），導演：馬克·帕茲（英语：Mark Potts）
- 2016年
  - 《奇異博士》（Doctor Strange），導演：史考特·德瑞森
  - 《鋼鐵麥斯》（Max Steel），導演：史都華·韓德勒
  - 《自殺突擊隊》（Suicide Squad），導演：大衛·艾亞
  - 《忍者龜：破影而出》（Teenage Mutant Ninja Turtles: Half Shell），導演：戴夫·格林
  - 《X戰警：天啟》（X-Men: Apocalypse），導演：布萊恩·辛格
  - 《美國隊長3：英雄內戰》（Captain America: Civil War），導演：羅素兄弟
  - 《蝙蝠俠對超人：正義曙光》（Batman v Superman: Dawn of Justice），導演：查克·史奈德
  - 《惡棍英雄：死侍》（Deadpool），導演：提姆·米勒
- 2015年
  - 《他們叫我吉克》（They Call Me Jeeg），導演：蓋布瑞爾‧曼尼提（意大利语：Gabriele Mainetti）
  - 《美國英雄（英语：American Hero (film)）》（American Hero），導演：尼克·拉夫
  - 《驚奇4超人》（The Fantastic Four），導演：喬許·傳克
  - 《蟻人》（Ant-Man），導演：派頓·瑞德
  - 《復仇者聯盟2：奧創紀元》（Avengers: Age of Ultron），導演：喬斯·溫登
- 2014年
  - 《忍者龜：變種世代》（Teenage Mutant Ninja Turtles），導演：強納森·李伯斯曼
  - 《星際異攻隊》（Guardians of the Galaxy），導演：詹姆斯·岡恩
  - 《X戰警：未來昔日》（X-Men: Days of Future），導演：布萊恩·辛格
  - 《蜘蛛人驚奇再起2：電光之戰》（The Amazing Spider-Man 2），導演：馬克·韋布
  - 《美國隊長2：酷寒戰士》（Captain America: The Winter Soldier），導演：羅素兄弟
- 2013年
  - 《雷神索爾2：黑暗世界》（Thor：The Dark World），導演：亞倫·泰勒
  - 《特攻聯盟2》（Kick-Ass 2），導演：傑夫·瓦德洛
  - 《金鋼狼：武士之戰》（The Wolverine），導演：詹姆斯·曼高德
  - 《超人：鋼鐵英雄》（Man of Steel），導演：查克·史奈德
  - 《鋼鐵人3》（Iron Man 3），導演：沙恩·布萊克
- 2012年
  - 《黑暗騎士：黎明昇起》（The Dark Knight Rises），導演：克里斯托弗·諾蘭
  - 《蜘蛛人：驚奇再起》（The Amazing Spider-Man），導演：馬克·韋布
  - 《復仇者聯盟》（The Avengers），導演：喬斯·溫登
  - 《黑蝙蝠崛起》（Rise of the Black Bat），導演：斯科特·帕特里克（英语：Scott Patrick）
  - 《惡靈戰警：復仇時刻》（Ghost Rider: Spirit of Vengeance），導演：馬克·耐沃爾代、布萊恩·泰勒
- 2011年
  - 《超世紀戰神》（Ra.One），導演：安布哈雅・辛哈（英语：Anubhav Sinha）
  - 《美國隊長》（Captain America: The First Avenger），導演：喬·約翰斯頓
  - 《綠光戰警》（Green Lantern），導演：馬丁·坎貝爾
  - 《X戰警：第一戰》（X-Men: First Class），導演：馬修·沃恩
  - 《雷神索爾》（Thor），導演：肯尼斯·布萊納
- 2010年
  - 《鋼鐵人2》（Iron Man 2），導演：強·法夫洛
  - 《特攻聯盟》（Kick-Ass），導演：馬修·范恩
- 2009年
  - 《X戰警：金鋼狼》（X-Men Origins Wolverine），導演：加文·胡德
  - 《守護者》（Watchmen），導演：查克·史奈德
- 2008年
  - 《地獄怪客2：金甲軍團》（Hellboy II:The Golden Army），導演：葛雷摩·戴托羅
  - 《黑暗騎士》（The Dark Knight），導演：克里斯多福·諾蘭
  - 《全民超人》（Hancock），導演：彼得·柏格
  - 《無敵浩克》（The Incredible Hulk），導演：路易斯·賴托瑞
  - 《鋼鐵人》（Iron Man），導演：強·法夫洛
- 2007年
  - 《蜘蛛人3》（Spider-Man 3），导演：山姆·雷米
  - 《惡靈戰警》（Ghost Rider），導演:馬克·斯蒂文·約翰遜（英语：Mark Steven Johnson）
  - 《驚奇4超人：銀色衝浪手現身》（Fantastic Four: Rise of the Silver Surfer），導演：提姆·史多利
  - 《忍者龜：炫風再起》（TMNT: Teenage Mutant Ninja Turtles），導演：凯文·门罗（英语：Kevin Munroe）
- 2006年
  - 《V怪客》（V for Vendetta），導演：詹姆斯·麥克特格
  - 《X戰警：最後戰役》（X-Men: The Last Stand），導演：布萊特·拉特納
  - 《超人再起》（Superman Returns），導演：布萊恩·辛格
  - 《光速俠（英语：Lightspeed (film)）》（Lightspeed），導演：唐·E·方特勒羅伊（英语：Don E. Fauntleroy）
  - 《我的超人女友》（My Super Ex-Girlfriend），導演：伊凡·瑞特曼
  - 《超能力 (電影)（英语：Special (film)）》（Special），導演：哈爾·哈伯曼、傑瑞米·帕斯莫爾
  - 《超人集中營（英语：Zoom (2006 film)）》（Zoom），導演：彼得·休伊特（英语：Peter Hewitt (director)）
- 2005年
  - 《驚奇4超人》 （Fantastic Four），導演：提姆·史多利
  - 《幻影殺手》 （Elektra），導演：羅柏·鮑曼（英语：Rob Bowman (director)）
  - 《蝙蝠俠：開戰時刻》 （Batman Begins），導演：克里斯托弗·諾蘭
  - 《魔間行者》 （Constantine），導演：法蘭西斯·羅倫斯
- 2004年
  - 《刀鋒戰士3》 （Blade: Trinity），導演：大衛·S·高耶
  - 《蜘蛛人2》 （Spider-Man 2），導演：山姆·雷米
  - 《凡赫辛》 （Van Helsing），導演：史蒂芬·桑莫斯
  - 《地獄怪客》 （Blade: Trinity），導演：吉勒摩·戴托羅
  - 《神鬼制裁》 （The Punisher），導演：喬納森·漢斯雷
  - 《貓女》 （Catwoman），導演：皮托夫（英语：Pitof）
- 2003年
  - 《天降奇兵》 （The League of Extraordinary Gentlemen），導演：史蒂芬·諾瑞頓（英语：Stephen Norrington）
  - 《綠巨人浩克》 （Hulk），導演：李安
  - 《X戰警2》 （X2），導演：布萊恩·辛格
  - 《夜魔俠》 （Daredevil），導演：馬克·史蒂芬·強森（英语：Mark Steven Johnson）
- 2002年
  - 《蜘蛛人》 （Spider-Man），導演：山姆·雷米
  - 《刀鋒戰士2》 （Blade II），導演：吉拿域·戴拖路
- 2000年
  - 《X戰警》 （X-Men），導演：布萊恩·辛格
  - 《驚心動魄》 （Unbreakable），導演：奈特·沙馬蘭
- 1998年
  - 《刀鋒戰士》 （Blade），導演：史蒂芬·諾瑞頓（英语：Stephen Norrington）
- 1997年
  - 《蝙蝠俠4：急凍人》 （Batman & Robin），導演：喬伊·舒麥雪
  - 《鋼鐵悍將（英语：Steel (1997 film)）》 （Steel），導演：肯尼・強森（英语：Kenneth Johnson (filmmaker)）
- 1996年
  - 《轟天奇兵（英语：The Phantom (1996 film)）》 （The Phantom），導演：西蒙·溫瑟爾（英语：Simon Wincer）
- 1995年
  - 《蝙蝠俠3》 （Batman Forever），導演：喬伊·舒麥雪
- 1994年
  - 《變相怪傑》 （The Mask），導演：卓克·羅素（英语：Chuck Russell）
  - 《驚奇4超人》 （The Fantastic Four），導演：奧利·薩索（法语：Oley Sassone）
- 1993年
  - 《忍者龜III 時空武士》 （Teenage Mutant Ninja Turtles III），導演：史都華·吉拉德（英语：Stuart Gillard）
- 1992年
  - 《蝙蝠侠归来》 （Batman Returns），導演：提姆·波頓
- 1991年
  - 《忍者龜II》 （Teenage Mutant Ninja Turtles II: The Secret of the Ooze），導演：邁克爾·普雷斯曼（英语：Michael Pressman）
- 1990年
  - 《美國隊長》 （Captain America），導演：亞伯特·派努
  - 《忍者龜》 （Teenage Mutant Ninja Turtles），導演：史蒂夫・貝倫（英语：Steve Barron）
- 1989年
  - 《懲罰者》 （The Punisher），導演：馬克・戈白特（英语：Mark Goldblatt）
  - 《蝙蝠俠》 （Batman），導演：提姆·波頓
- 1987年
  - 《超人IV：寻求和平》 （Superman IV: The Quest for Peace），導演：薛尼·J·佛里（英语：Sidney J. Furie）
- 1986年
  - 《霍華鴨》 （Howard the Duck），導演：威勒·哈克（英语：Willard Huyck）
- 1984年
  - 《女超人》 （Supergirl），導演：吉諾特·茲瓦克（英语：Jeannot Szwarc）
- 1983年
  - 《超人III》 （Superman III），導演：理查德·萊斯特
- 1980年
  - 《超人II》 （Superman II），導演：理查德·萊斯特
- 1978年
  - 《超人》 （Superman），導演：李察·唐納

## 另見
- DC漫畫改編電影列表
- 漫威漫畫改編電影列表
- 黑馬漫畫改編電影列表
- 特攝片